# روز سيلي
روز أنجيلين ألكسندرين سيلي ( نيي بروا (1895–1982) كانت كاتبة مسرحية ومترجمةوشاعرةفرنسية. كتبت كتبًا للأطفال وشعرا وروايات للكبار، وهي معروفة بكتب الأطفال التي نشرتها كجزء من مجموعة بير كاسترو سلسلة

## الحياة المبكرة والتعليم
ولدت في فيليبفيل بالجزائر في مارس 1895.  كان والدها من أصل ألزاسي وكانت والدتها كورسيكانية .   أمضت أربع سنوات في المدرسة الثانوية في فيليبفيل، وبعد ذلك انتقلت إلى فرنسا وحضرت دورة تحضيرية في مدرسة ثانوية في فرساي . 
دخلت الى المدرسة العليا للفتيات ، بهدف أن تصبح معلمة.  كانت زميلة دراسة لسوزان فيفر، زوجة لوسيان فيفر . لكن سيلي لم تتخرج بسبب خلاف مع إدارة المدرسة. تم دفع لها لاحقًا مقابل القيام بتحرير نسخة من موسوعة لوسيان فيفر الفرنسية .  وفي وقت مغادرتها المدرسة تزوجت من الرسام إلميرو سيلي (1870-1958).  